# 碧花夫人
碧花夫人（484年—？），新羅第21代君主炤知麻立干的妾室。
炤知麻立干二十二年（500年）九月，炤知到捺已郡，郡人波路的女儿名叫碧花，时年十六歲，國色天香。波路给她穿上錦繡，用色絹做幕障，獻给炤知王。炤知王以爲送上食物，打開一看, 一见是幼女，怪而不納，還宮后，思念不已，于是多次微服出行，到碧花家。路經古陁郡，住在老妇人之家。他问道：“现在的人, 以國王是怎么样的君主？”回答：“大家以爲是聖人，妾自己却怀疑。听说国王幸捺已之女，多次微服而來。龍爲魚服，爲漁者所制。国王以萬乘之位不自重，这样的人爲聖人，谁不是圣人。”炤知王听到后非常惭愧，把碧花夫人置於別室到宮中生異斯夫。当年十一月，炤知王薨。《花郎世记》称碧花夫人后来改嫁法兴王。

## 家族
- 父亲：波路
- 母亲：碧我夫人
  - 丈夫：炤知麻立干
    - 儿子：金山宗

  - 丈夫：法興王
    - 女儿：三葉公主
    - 女婿：比梁公
    - 儿子：仇利知/仇梨知